# Sebastião Wolf
Sebastião Wolf (n. 5 februarie 1869, Gößweinstein, Regatul Bavariei, Germania – d. 15 martie 1936, Porto Alegre, Rio Grande do Sul, Brazilia) a fost un trăgător de tir ce a reprezentat Brazilia, medaliat olimpic. A participat la o ediție a Jocurilor Olimpice (1920) în care a câștigat o medalie de bronz.

## Participări
Lista de mai jos prezintă principalele competiții la care a participat Sebastião Wolf de-a lungul carierei.
- shooting at the 1920 Summer Olympics – men's 50 metre team free pistol[*]